# Список проєктів, які постраждали від страйку SAG-AFTRA у 2023 році

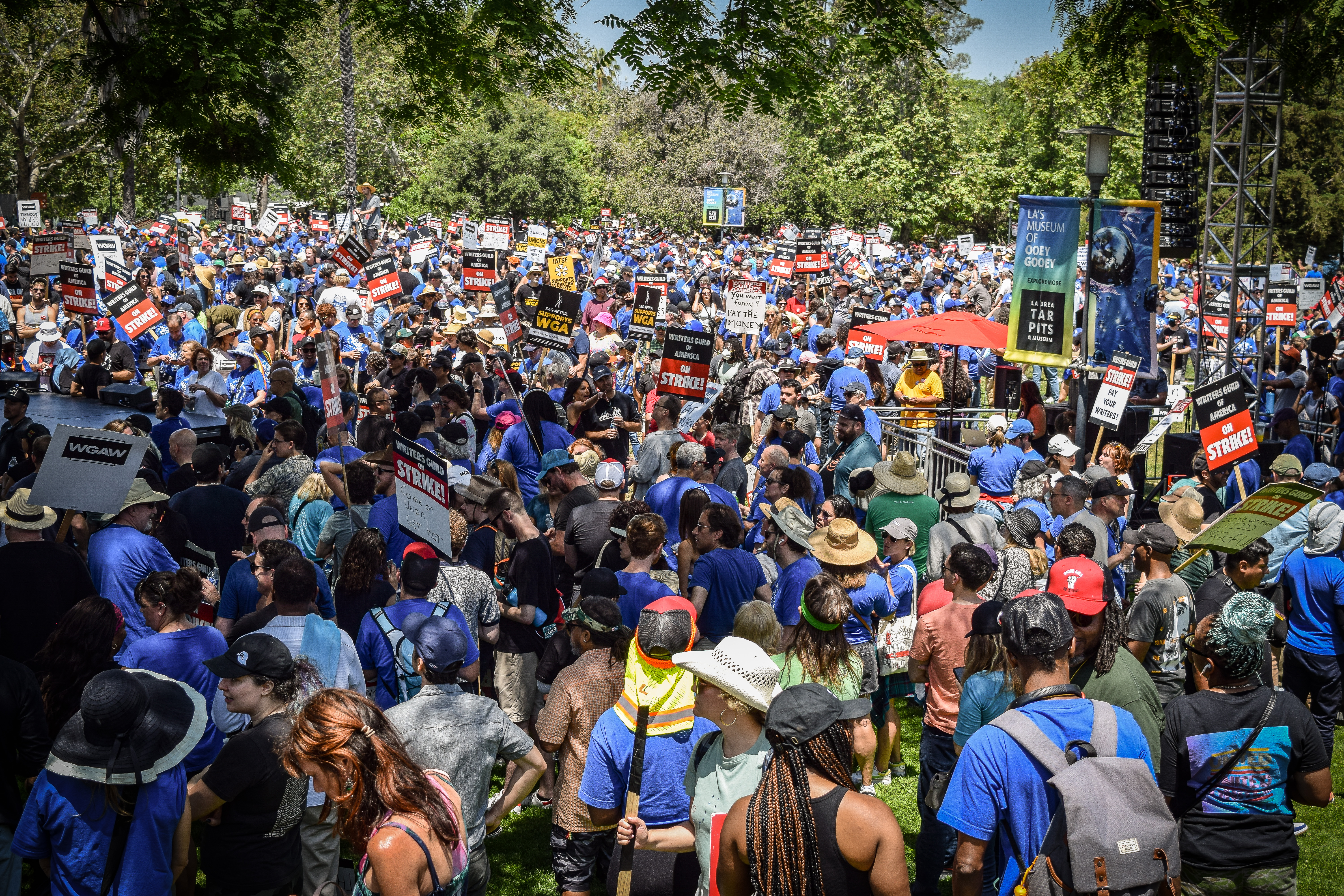
Натовп членів SAG-AFTRA та WGA під час страйку в Лос-Анджелесі 21 червня 2023 року.

Страйк SAG-AFTRA 2023 року має значний вплив на кіно- та телеіндустрію США, спричинивши закриття чи відкладення виробництва багатьох кіно- та телепроєктів. Багато творів уже постраждали від одночасного страйку Гільдії письменників Америки, який розпочався у травні 2023 року.

## Постраждалі проєкти

### Фільми
| Назва                                    | Дистриб'ютор         | Прим.  |
| ---------------------------------------- | -------------------- | ------ |
| Minecraft: Фільм                         | Warner Bros.         | [ 3 ]  |
| Wicked: Чародійка та Wicked: Чародійка 2 | Universal Pictures   | [ 4 ]  |
| Аватар: Вогонь і попіл                   | 20th Century Studios | [ 5 ]  |
| Аватар 4                                 | 20th Century Studios | [ 5 ]  |
| Аматор                                   | 20th Century Studios | [ 4 ]  |
| Бітлджюс Бітлджюс                        | Warner Bros.         | [ 4 ]  |
| Боб Ділан: Цілковитий незнайомець        | Searchlight Pictures | [ 5 ]  |
| Ваяна                                    | Disney               | [ 6 ]  |
| Веном: Останній танець                   | Sony                 | [ 5 ]  |
| Гладіатор 2                              | Paramount Pictures   | [ 4 ]  |
| Дедпул і Росомаха                        | Disney               | [ 7 ]  |
| Ебіґейл                                  | Universal Pictures   | [ 4 ]  |
| Закляття 4: Останні обряди               | Warner Bros.         | [ 5 ]  |
| Їжак Сонік 3                             | Paramount Pictures   | [ 8 ]  |
| Ліло і Стіч                              | Disney               | [ 9 ]  |
| Людина-павук: По той бік Всесвіту        | Sony                 | [ 10 ] |
| Майкл                                    | Lionsgate            | [ 11 ] |
| Місія неможлива: Фінальна розплата       | Paramount Pictures   | [ 4 ]  |
| Мортал Комбат 2                          | Warner Bros.         | [ 12 ] |
| Муфаса: Король Лев                       | Disney               | [ 13 ] |
| Не говори зі злом                        | Universal Pictures   | [ 14 ] |
| Погані хлопці: Все або нічого            | Sony                 | [ 4 ]  |
| Покинь, якщо кохаєш                      | Sony                 | [ 4 ]  |
| Пригоди Паддінгтона в Перу               | StudioCanal          | [ 13 ] |
| Присяжний № 2                            | Warner Bros.         | [ 4 ]  |
| Самотні вовки                            | Apple TV+            | [ 5 ]  |
| Смерчі                                   | Universal Pictures   | [ 4 ]  |
| Супермен                                 | Warner Bros.         | [ 5 ]  |
| Трон: Арес                               | Disney               | [ 15 ] |
| Фантастична четвірка: Перші кроки        | Disney               | [ 16 ] |
| Формула-1                                | Apple TV+            | [ 9 ]  |
| Форсаж 11                                | Universal Pictures   | [ 5 ]  |
| Як приборкати дракона                    | Universal Pictures   | [ 17 ] |

### Телесеріали
| Назва                                    | Мережа            | Прим.  |
| ---------------------------------------- | ----------------- | ------ |
| 1923 (2 сезон)                           | Paramount+        | [ 18 ] |
| One Piece (2 сезон)                      | Netflix           | [ 19 ] |
| Американська історія жаху (12 сезон)     | FX                | [ 20 ] |
| Американські історії жахів (3 сезон)     | FX на Hulu        | [ 20 ] |
| Андор (2 сезон)                          | Disney+           | [ 21 ] |
| Білий лотос (3 сезон)                    | HBO               | [ 22 ] |
| Блакитна кров (14 сезон)                 | CBS               | [ 23 ] |
| Бункер (2 сезон)                         | Apple TV+         | [ 24 ] |
| День Шакала                              | Peacock           | [ 3 ]  |
| Дивні дива (5 сезон)                     | Netflix           | [ 25 ] |
| Ейфорія (3 сезон)                        | Макс              | [ 26 ] |
| Емілі в Парижі (4 сезон)                 | Netflix           | [ 27 ] |
| Єллоустоун (5 сезон, частина 2)          | Paramount Network | [ 28 ] |
| Закон і порядок (23 сезон)               | NBC               | [ 29 ] |
| Залізне серце                            | Disney+           | [ 30 ] |
| Зовнішні мілини (4 сезон)                | Netflix           | [ 31 ] |
| Зоряний шлях: Дивні нові світи (3 сезон) | Paramount+        | [ 32 ] |
| Інтерв'ю з вампіром (2 сезон)            | AMC               | [ 33 ] |
| Квантовий стрибок (2 сезон)              | NBC               | [ 34 ] |
| Літо, коли я погарнішала (3 сезон)       | Prime Video       | [ 35 ] |
| Новий образ (2 сезон)                    | Apple TV+         | [ 36 ] |
| Останні з нас (2 сезон)                  | HBO               | [ 37 ] |
| Первісна Америка                         | Netflix           | [ 38 ] |
| Периферійні пристрої (2 сезон)           | Prime Video       | [ 39 ] |
| Пісочний чоловік (2 сезон)               | Netflix           | [ 40 ] |
| Чакі (3 сезон)                           | SyFy              | [ 41 ] |
| Чужий: Земля                             | FX на Hulu        | [ 27 ] |
| Шершні (3 сезон)                         | Showtime          | [ 42 ] |
| Шибайголова: Народжений наново           | Disney+           | [ 43 ] |
| Яблука ніколи не падають                 | Peacock           | [ 12 ] |

### Інші засоби масової інформації
| Назва                    | Мережа   | Прим.  |
| ------------------------ | -------- | ------ |
| Dimension 20             | Dropout  | [ 44 ] |
| Game Changer             | Dropout  | [ 44 ] |
| Подкаст «Завжди сонячно» | Megawatt | [ 45 ] |

## Проєкти, що не постраждали
Страйк не поширюється на членів SAG–AFTRA, які працюють за тими контрактами, які обговорюються профспілкою окремо від контракту AMPTP, включно з журналістами новинного мовлення. SAG–AFTRA не поширюється на озвучку для анімаційного телебачення чи відеоігор, хоча забороняє озвучку для художніх фільмів під час страйку. Малоймовірно, що це вплине на виробництво майбутніх анімаційних фільмів, оскільки озвучка зазвичай завершується перед початком анімації. Дозволяється робота в подкастах, «мікробюджетних» незалежних фільмах і студентських фільмах, а також «несценарна» телевізійна робота, така як ігрові шоу, конкурсні реаліті-шоу, документальні фільми та ток-шоу. Незалежні виробники також можуть подати заявку на «проміжну угоду» з SAG-AFTRA для продовження роботи.
Профспілковим діячам досі заборонено займатися рекламною роботою, як-от давати інтерв'ю, проводити прес-зустрічі чи проходити червоними килимовими доріжками. Це змусило акторський склад Оппенгеймера негайно залишити червону доріжку під час лондонської прем'єри фільму після оголошення страйку в Лос-Анджелесі.

### Телебачення
| Назва                     | Мережа                | Примітки | Прим.  |
| ------------------------- | --------------------- | --- | ------ |
| Обраний (4 сезон)         | Міжнародна синдикація | Самостійне виробництво з «проміжною угодою» SAG-AFTRA.                                                                         | [ 52 ] |
| Дюна: Сестринство         | Макс                  | Угорщина, здебільшого британський акторський склад, який працює за контрактом з капіталом .                                    | [ 53 ] |
| Будинок Дракона (2 сезон) | Макс                  | Виробництво у Великій Британії з переважною британською акторською діяльністю, яка працює за контрактом на акціонерний капітал | [ 54 ] |
| Індустрія (3 сезон)       | HBO                   | Виробництво у Великій Британії з переважною британською акторською діяльністю, яка працює за контрактом на акціонерний капітал | [ 55 ] |